# Бирюков, Юрий Сергеевич (композитор)
Бирюков Юрий Сергеевич (14 (27) апреля 1908, Москва — 11 января 1976) — советский композитор.

## Биография
В 1929—1936 годах учился в Московской консерватории у Николая Мясковского, занимался также в классе фортепиано Самуила Фейнберга. Ещё студентом написал, в частности, Драматическую сонату для фортепиано (1930), кантату «В путь» для солиста, оркестра и хора (1932, слова Эс-Хабиб-Вафа), симфонию, 2 квинтета и трио (1933), две тетради прелюдий (1935—1936).
Автор музыки двух опер, трёх балетов, двух оперетт, симфонической и инструментальной музыки, вокальных циклов на стихи Пушкина, Лермонтова и Шевченко, романсов и песен на стихи В. Лебедева-Кумача, С. Городецкого, И. Сельвинского, А. Фатьянова и др.; музыки к спектаклям (около 40) и кинофильмам, наиболее известны «Жди меня», «Дом, в котором я живу».
С 1935 года произведения Бирюкова звучали на концертных площадках Москвы.
В 1939—1941 годах преподавал композицию в музыкальной школе при Московской консерватории.

## Творчество
Более чем к 40 спектаклям Ю. С. Бирюков написал «великолепные, разные по жанру и красивые мелодии, которые захватывали дух у людей, пришедших на спектакль».

### Оперы
- Барышня-крестьянка (по повести А. Пушкина, Москва, 1947),
- Кавалер Золотой Звезды (по роману С. Бабаевского, Новосибирск, 1956).

### Балеты
- Сольо (Ташкент, 1942),
- Последний бал (Залп «Авроры») (Челябинск, Львов, 1961),
- Чайка в огне (1970).

### Оперетты
- Жемчужина Сибири (совм. с Ф. Мартыновым, Кемерово, 1964),
- Голубой экспресс (1973).

### Музыка к художественным фильмам и мультфильмам
- 1942 — Лиса, заяц и петух (мультфильм)
- 1943 — Воздушный извозчик
- 1943 — Жди меня (музыка песен в соавт. с Н. Крюковым)
- 1944 — Нашествие
- 1945 — Теремок (мультфильм)
- 1946 — В горах Югославии
- 1956 — Долгий путь
- 1957 — Борец и клоун
- 1957 — Дом, в котором я живу
- 1958 — Ваня
- 1958 — Дожди (короткометражный)
- 1959 — Аннушка
- 1959 — Отчий дом
- 1959 — Потерянная фотография | чеш. Přátelé na moři (СССР, Чехословакия)
- 1960 — Слава тебе, комсомол (док. фильм)
- 1982 — Любимые песни (музыкальный)

### Романсы и песни на тексты Лермонтова
- «Баллада» («Из ворот выезжают три витязя в ряд» 1941),
- «Русская песня» («Клоками белый снег валится», Москва, 1941),
- «Ты помнишь ли …» (Москва, 1941),
- «Солнце»,
- «Мы снова встретились с тобой»,
- «Из альбома С. Н. Карамзиной» («Любил и я в былые годы»),
- «Как дух отчаянья и зла»,
- «Звуки и взор»,
- «В альбом» («Как одинокая гробница»),
- «Казачья колыбельная песня»,
- «Не плачь, не плачь, мое дитя»,
- «Унылый колокола звон».

Некоторые из этих романсов изданы в сборнике Бирюкова «Романсы» (Москва, 1974), другие известны только в концертном исполнении.

### Произведения на тексты Шевченко
Смешанный хор a capella «Літа орел, літа сизий» (из поэмы «Гайдамаки», русский тест А. Твардовского, 1939).

### Песни на стихи советских поэтов
- «Тишина за Рогожской заставою» (слова А. Фатьянова)
- «Новогодний тост» (С. Городецкий)
- «Почему ярче солнышко светит» (А. Фатьянов)
- «Рабочее утро» (А. Фатьянов)
- «Ты, крылатая песня, слетай» (К. Симонов и А. Апсолон)
- «Застольная» (К. Симонов и А. Апсолон, из к/ф «Жди меня»)
- «Ты, крылатая песня» (К. Симонов и А. Апсолон, из к/ф «Жди меня»)
- «Сколько б ни было в жизни разлук» (К. Симонов и А. Апсолон, из к/ф «Жди меня»)

## Семья
Жена — Рогнеда Сергеевна Городецкая, дочь поэта Сергея Городецкого и Анны Городецкой
дочь — Наталья.

## Истории
В перерыве заседаний Второго съезда советских писателей (1954 год) тесть Бирюкова Сергей Городецкий подошёл к Анне Ахматовой и сказал, что хочет представить ей своего зятя, однако, через некоторое время вернувшись, сообщил, что зять не хочет знакомиться с «антисоветской поэтессой».